# پروپاگاندا و هند در جنگ جهانی دوم

هند آزاد رهبری شده توسط سبهاش چندر بوس

پروپاگاندا و هند در جنگ جهانی دوم در طول جنگ جهانی دوم، هر دو طرف محور و متحدین از پروپاگاندا برای تحت تأثیر قرار دادن نظرات غیرنظامیان و نیروهای هندی مردم هند استفاده می‌کردند؛ در حالی که در همان زمان ملی‌گرایان هندی در داخل و در خارج از هند برای تبلیغ جنبش استقلال‌طلبی هند فعالیت می‌کردند.